# 永遠，永遠
《永遠，永遠》（日语：いつも、いつまでも）是夏之管的第55張單曲，於在2012年5月9日推出。

## 收錄曲目
1. 永遠，永遠（いつも、いつまでも）
作詞：前田亘輝　作曲：春畑道哉　編曲：式部聡志
2. 明日的明日…（明日は明日の...）
作詞：前田亘輝　作曲：春畑道哉　編曲：夏之管
3. 永遠，永遠（Instrumental）
4. 明日的明日…（Instrumental）